# Morterera
Una morterera es una máquina ligera que se utiliza para el mezclado de mortero, pastas, grout, microconcretos, epóxicos, e incluso pinturas con agregados. La morterera es una mezcladora que tiene aspas que giran de manera que se genera una cortante entre la cuba o cubeta y las aspas logrando así mezclar agregados finos. La diferenciación entre una hormigonera y una morterera es determinante para asegurar la buena calidad en la instalación de productos que dé agregados finos.

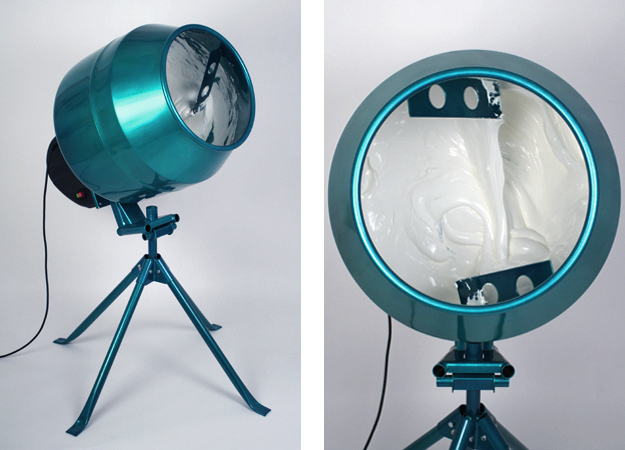
Morterera.

## Tamaños
Existen todo tipo de tamaños en las mortereras ya que cada fabricante podrá variar su diseño. Medidas en pies cúbicos y metros cúbicos de mezcla de 7, 9 y 12 pies cúbicos. Estas morteras son acostadas con la flecha horizontal. 

## Tipos
- Mortereras planas más compactas con la flecha vertical.
- Horizontales para morteros estucos y grouts.
- Alta cortante (para microconcretos y autonivelantes).
- Morterera autolimpiante.